# Rådmansö radio
Rådmansö radio var den första av svenska marinens kustradiostationer, som från början konstruerades med skilda platser för sändare och mottagare.

## Stationens historia
i samband med inledningen av andra världskriget, togs beslut om att inrätta en ny militär radiostation för att bättre täcka området Stockholms norra skärgård och Ålands hav. Platsen för nya radiostationen Rådmansö radio blev öarna Hamnholmen och Berghamnsskär norr om Kapellskär i Norrtälje kommun.

På Hamnholmen byggdes med start sommaren 1941, en fullträffsäker mottagaranläggning i bergrum och en träbarack med s.k fredsexpedition och förläggning.
För Berghamnsskär byggdes motsvarande fullträffsäkra bergrum med långvågs- och kortvågssändare samt reservkraftaggregat på 20 kW. Två stycken ca 30 meter höga radiomaster bar upp antennen mellan Berghamnsskär och Berghamn.

Stationen togs i bruk 20 januari 1943 med den civila anropssignalen SAD övertagen från Skeppsholmen radio.  Rådmansö radio stängdes officiellt redan 1946, men hade beredskap under 1950-talet för att kunna tas i drift inom 24 timmar. Efter att anläggningarna använts av Kustartilleriet till slutet av 1970-talet är sändarannexet på Berghamnsskär idag avvecklat, naturen återställd och ön öppen för allmänheten.